# Kobra (raper)
Kobra, właściwie Maciej Tortyna (ur. 19 lipca 1984) – polski raper. Członek formacji Fataem. Współtworzy także duety wraz z Oldasem, Bezczelem oraz DJ-em Simo. Prowadzi ponadto solową działalność artystyczną.
Kobra współpracował ponadto z takimi wykonawcami jak: Aifam, Buczer, Cani Boha Camp, Collegium Elemente, Gandzior, Greg, Hona `N` Antek, Hory, Wasp, Kerz, Kubiszew, Zbylu, Maju, Niczego Sobie, Ognik Reprezenta, P.A.G., Peja, PST, Rena, Slums Attack, Słoń, Śliwa, Vixen, W.B.U., Wasp, Werbel Bije Rytm, Wiśnix, WSRH oraz Yonk.

## Wybrana dyskografia
Albumy
| Strzał w dziesiątkę           | - Data: 2004 - Wydawca: brak (nielegal)              | –  |
| Mixtape                       | - Data: 2005 - Wydawca: brak                         | –  |
| Mixtape Vol. 2 (oraz DJ Simo) | - Data: 2005 - Wydawca: brak                         | –  |
| Na żywo z miasta grzechu      | - Data: 11 grudnia 2010 - Wydawca: RPS Enterteyment  | –  |
| 0,7 na dwóch (oraz Bezczel)   | - Data: 21 kwietnia 2012 - Wydawca: RPS Enterteyment | –  |
| Golden Era                    | - Data: 22 listopada 2013 - Wydawca: Step Records    | 46 |
| „–” album nie był notowany.   |                                                      |    |

Single
| Tytuł              | Rok  | Album                    |
| ------------------ | ---- | ------------------------ |
| Witamy w mieście   | 2010 | Na żywo z miasta grzechu |
| Witamy w mieście 2 | 2013 | Golden Era               |

Kompilacje różnych wykonawców
| Album                              | Rok  | Utwór | Źródło |
| ---------------------------------- | ---- | --- | ------ |
| Zwiastun prawdy vol.2              | 2004 | Kobra – „Styl węża uderza” | [ 11 ] |
| Siła to jedność                    | 2009 | Aifam, WSRH, FS Dan, Kobra, Koni, Saja, Perez, Dj Taek – „Siła to jedność”                                                                                    | [ 12 ] |
| Rozwój ponad standard              | 2012 | Kobra – „Miejski Vibe” Kobra – „Więcej grzechów nie pamiętam”                                                                                                 | [ 13 ] |
| Step Records: rap najlepszej marki | 2014 | Kobra – „Odlatuję gdzieś” Bezczel – „Proforma 2 (Remix)” (gościnnie: Hukos, Onar, Z.B.U.K.U, Bosski Roman, Młody M, Buczer, Kobra, Zeus, Kajman, KaeN, ZdunO) | [ 14 ] |

Występy gościnne
| Album                                    | Rok  | Utwór | Źródło |
| ---------------------------------------- | ---- | --- | ------ |
| DJ Decks – Mixtape 4                     | 2008 | „Od świtu do zmierzchu” (gościnnie: RY23, Paluch, Kobra/Oldas, Pele, Shellerini, Gandzior & Medi Top Glon) | [ 15 ] |
| Slums Attack – Reedukacja                | 2011 | „Głos Wielkopolski” (gościnnie: RY23, Paluch, Śliwa, Kubiszew, Kobra, Gandzior & Medi Top Glon)            | [ 16 ] |
| Buczer – Podejrzany o rap: mixtape vol.3 | 2011 | „Ilu z was” (gościnnie: Kobra, Bezczel)                                                                    | [ 17 ] |
| Kroolik Underwood – Gentleman Flow       | 2012 | „T.A.N.K.” (gościnnie: Kobra, Bezczel)                                                                     | [ 18 ] |

## Teledyski
| Tytuł                                                            | Rok  | Reżyseria/Realizacja                        | Album                                   | Źródło |
| ---------------------------------------------------------------- | ---- | ------------------------------------------- | --------------------------------------- | ------ |
| „Witamy w mieście”                                               | 2010 | GCM                                         | Na żywo z miasta grzechu                | [ 19 ] |
| „(Nadal) Klasycznie” (gościnnie: Rafi)                           | 2010 | Jędrzej „Pakol” Gromadowski, Wendland Films | Na żywo z miasta grzechu                | [ 20 ] |
| „I gdziekolwiek będę...”                                         | 2011 | Filip Wendland, Bugar Design                | Na żywo z miasta grzechu                | [ 21 ] |
| „Gin & tonic” (gościnnie: Paluch, RY23, My-Key)                  | 2011 | Filip Wendland, Bugar Design                | Na żywo z miasta grzechu                | [ 22 ] |
| „Miejski vibe” (gościnnie: Peja)                                 | 2012 | FlashBack Films, Blaszany Sad               | Na żywo z miasta grzechu / O,7 na dwóch | [ 23 ] |
| „Flowrider” (oraz Bezczel)                                       | 2012 | Blaszany Sad                                | 0,7 na dwóch                            | [ 24 ] |
| „Nim nastanie świt” (oraz Bezczel; gościnnie: Kroolik Underwood) | 2012 | Blaszany Sad                                | 0,7 na dwóch                            | [ 25 ] |
| „Szczyt” (oraz Bezczel; gościnnie: Kroolik Underwood)            | 2012 | Blaszany Sad                                | 0,7 na dwóch                            | [ 26 ] |
| „Witamy w mieście 2" (gościnnie: Kroolik Underwood)              | 2013 | Blaszany Sad                                | Golden Era                              | [ 27 ] |
| „Fuck Fest”                                                      | 2013 | Blaszany Sad                                | Golden Era                              | [ 28 ] |
| „Jedno serce”                                                    | 2013 | Blaszany Sad                                | Golden Era                              | [ 29 ] |
| „Golden Era”                                                     | 2013 | Blaszany Sad                                | Golden Era                              | [ 30 ] |
| „Sukces” (gościnnie: Bob One)                                    | 2014 | Blaszany Sad                                | Golden Era                              | [ 31 ] |

## Nagrody i wyróżnienia
| Rok  | Kategoria                 | Nagroda                            | Uwagi      | Źródło |
| ---- | ------------------------- | ---------------------------------- | ---------- | ------ |
| 2013 | Album roku (0,7 na dwóch) | Podsumowanie 2012/Poznanskirap.com | 7. miejsce | [ 32 ] |
| 2013 | Artysta roku              | Podsumowanie 2012/Poznanskirap.com | 8. miejsce | [ 33 ] |